# Paragagrella
Genre
Paragagrella est un genre d'opilions eupnois de la famille des Sclerosomatidae.

## Distribution
Les espèces de ce genre se rencontrent en Asie du Sud-Est et en Asie du Sud.

## Liste des espèces
Selon World Catalogue of Opiliones (12/05/2021) :
- Paragagrella basalis Roewer, 1929
- Paragagrella brevispina Banks, 1930
- Paragagrella mysorea Roewer, 1939
- Paragagrella roeweri Giltay, 1930
- Paragagrella typus Roewer, 1912

## Publication originale
- Roewer, 1912 : « Einige neue Gattungen und Arten der Opiliones Palpatores aus den Subfamilien der Gagrellinae und Liobuninae der Familie der Phalangiidae. » Archiv für Naturgeschichte, sér. A, vol. 78, no 1, p. 27–59 (texte intégral).